# Scarabaeus sacer
El escarabajo sagrado (Scarabaeus sacer) es una especie de insecto coleóptero de la familia Scarabaeidae que habita en las dunas costeras y pantanos de la cuenca del Mediterráneo. El escarabajo pelotero recoge bolas de estiércol que hace rodar hasta un nido subterráneo para alimentar a sus crías. Este comportamiento llevó a los antiguos egipcios a compararlo con el dios Jepri y considerarlo un animal sagrado.

## Distribución
Scarabaeus sacer se encuentra en el norte de África, el sur de Europa (incluyendo España) y partes de Asia. En la región de Camargue, es casi exclusivamente una especie costera, que viven sólo en las dunas y marismas costeras.

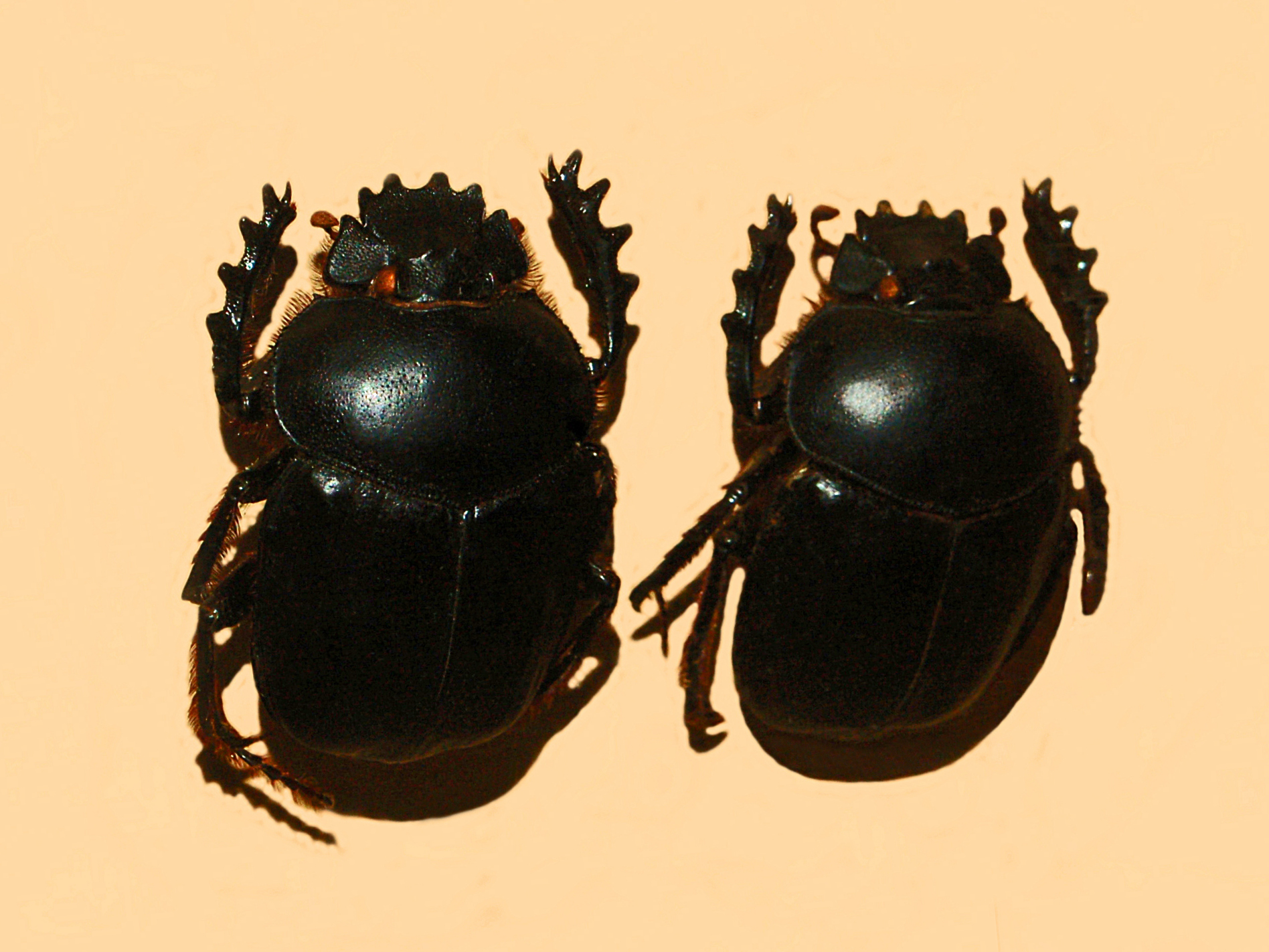
Scarabaeus sacer. Espécimen montado

## Descripción
La cabeza del S. sacer tiene un amplio distintivo de seis proyecciones, se asemeja a los rayos. 
Las patas delanteras son iguales a las de los otros escarabajos en su género, pero a diferencia de las de los escarabajos del estiércol, las patas delanteras de S. sacer son inusuales, que no terminan en tarsos reconocibles, el pie que lleva las garras. No es sólo un vestigio de la garra como estructura que podría ser de alguna ayuda en la excavación. Las patas traseras del escarabajo son normales, bien desarrollados cinco segmentos del tarso, pero las patas delanteras están especializadas para la excavación y para la formación de bolas de estiércol. Los escarabajos ruedan la mayor parte de las bolas que hacen a lo que es conveniente para ellos cavar cámaras en las que comen de la basura, un proceso que puede durar varios días.

## Reproducción

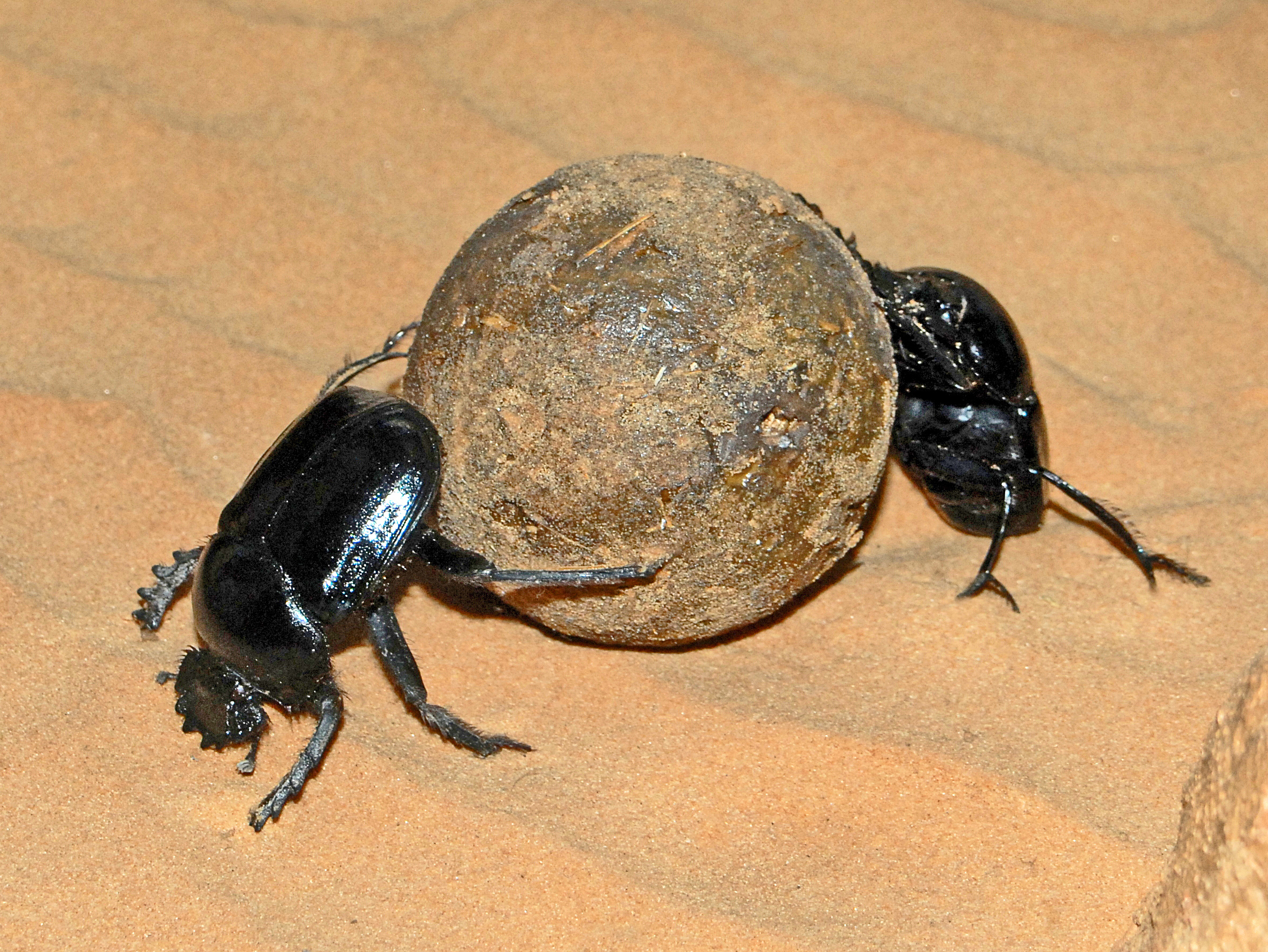
Scarabaeus sacer haciendo rodar una bola de estiércol

Cuando la hembra está lista para criar selecciona en especial de textura fina de estiércol para hacer su bola de cría, y excava una cámara especialmente en lo profundo y grande para ella. Allí se esculpe en forma de pera, con una cavidad hueca en la parte estrecha. En esa cavidad se pone un huevo muy grande. A partir de ahí sella la cavidad y se aparta para repetir el proceso en otro lugar. Normalmente, una hembra de S. sacer exitosa producirá sólo la mitad de una docena de jóvenes en su vida.

## Mitología

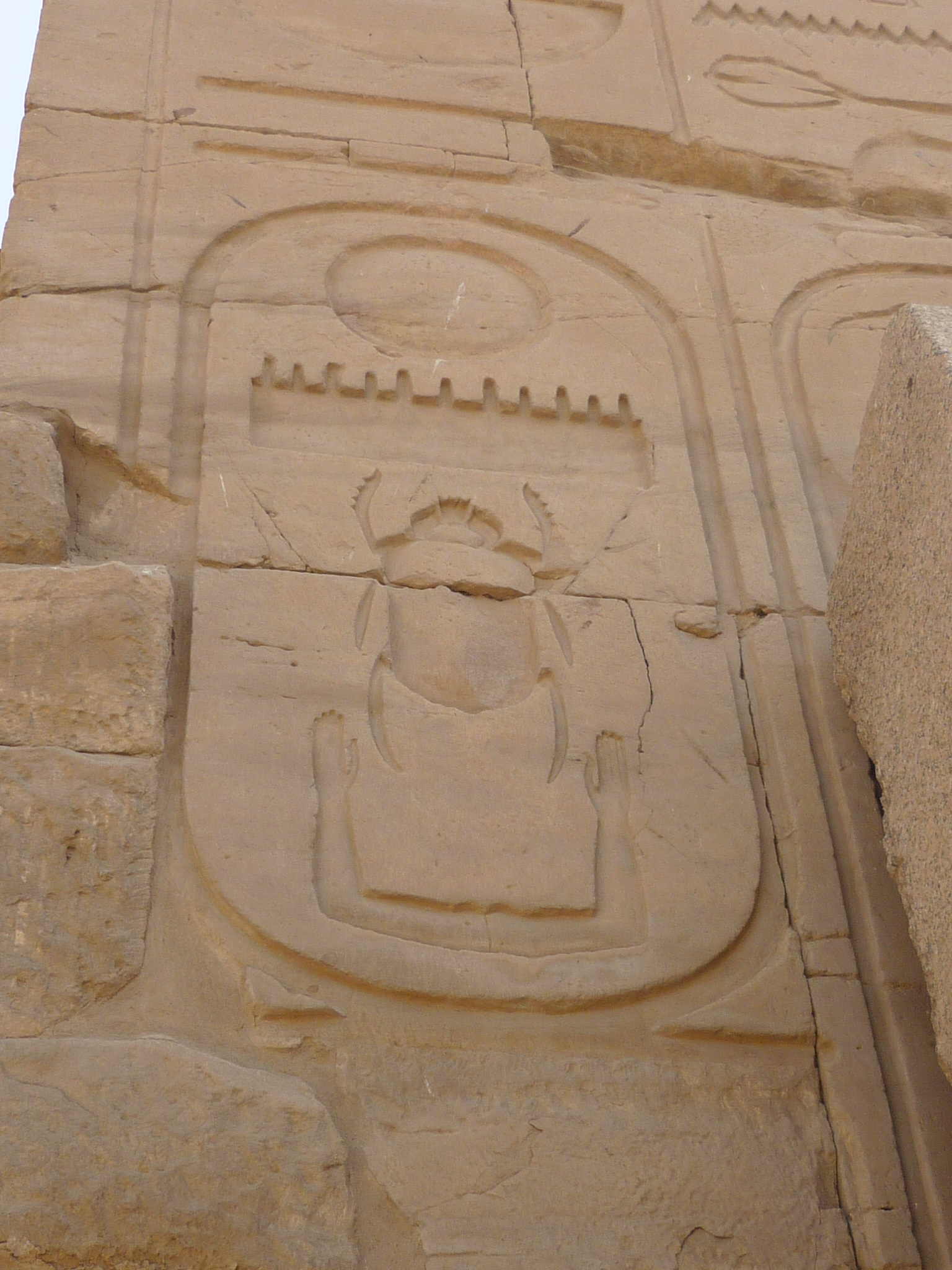
Bajorrelieve con el nombre de Tutmosis III esculpido en un muro del templo de Amón-Ra en Karnak, Egipto.

El culto al escarabajo sagrado en el Antiguo Egipto se inicia en Hieracómpolis en el periodo predinástico, donde nace por su asociación con el dios autocreado Jepri, que representa al sol durante el amanecer. En el imperio antiguo, su culto en Menfis muta a una asociación con el dios Ptah. Este culto a los escarabajos como signo de muerte y resurrección fue predominante en los primeros dos mil años de historia egipcia.
La metamorfosis del escarabajo se asociaba con la muerte y resurrección diaria del sol, especialmente porque los egipcios creían erróneamente que durante el estado de pupa el insecto moría y renacía ya como adulto. A su vez, la bola de excremento rodante recordaba al sol rodando por el firmamento. Los antiguos egipcios también notaron que el insecto es predominantemente activo al amanecer y que en su cabeza tiene seis protuberancias radiales, que pueden asociarse con rayos solares. Todo ello llevó a su asociación con el dios solar Jepri. Los egipcios también observaron que los escarabajos jóvenes salen de la bola de estiércol, y por error dedujeron que el escarabajo hembra era capaz de reproducir sin necesidad de un macho. De esto, se estableció un paralelo con su dios Atum, que también engendró solo.
En el sarcófago de Ramsés IV se aprecia una asociación entre la metamorfosis del escarabajo y el mito de Osiris y Horus. Allí se representa un jeroglífico en donde se aprecia al faraón difunto dentro de una crisálida de escarabajo preparándose para renacer. Bajo el mismo, hay una inscripción que dice: «Horus emerge del cuerpo de su padre. Él adora a quien le ha engendrado [...]».